# Le Reste
Singles de Clara Luciani
Ma sœur
(2019) Amour toujours
(2021)
Pistes de Cœur
Cœur
(1) Le Chanteur
(3)
Le Reste est une chanson écrite, composée et interprétée par Clara Luciani et cocomposée par Ambroise Willaume. La chanson est sortie le 9 avril 2021 en tant que premier single extrait de l'album Cœur.

## Clip vidéo
Le clip est sorti le 9 avril 2021 et a été réalisé par Alice Rosati. Il a été tourné à Sanary-sur-Mer en Provence, région natale de Clara Luciani, et rend hommage au réalisateur Jacques Demy, qui est son idole.

## Crédits
- Écrit par Clara Luciani
- Composé par Clara Luciani et Sage
- Produit par Sage, Breakbot, Pierrick Devin
- Basse: Laurent Vernerey
- Batterie: Vincent Taeger
- Claviers: Ambroise Willaume
- Guitare: Ambroise Willaume
- Cordes: Hugues Borsarello, Pauline Lavacry, Mathilde Borsarello Herrmann, Alix Catinchi, Phillipe Morel, Pauline Vernet, David Braccini, Pavel Guerchovitch, Laure Simonin, Sylvain Favre-bulle, Alice Bourlier, Hélène Decoin, Verena Chen, Boris Blanco, Rozarta Luka, Lison Favard, Marco Theves, Christelle Lassort
- Chœurs: Alexandra Vuong, Doriane Louisy Joseph, Dorian Kateb, Marc Robinson, Audrey Audel, Sarah Griche, Joby Smith
- Mix: Yuksek

## Classements

### Classements hebdomadaires
| Classement (2021)                       | Meilleure position |
| --------------------------------------- | ------------------ |
| Belgique (Wallonie Ultratop 50 Singles) | 2                  |
| France (SNEP)                           | 29                 |
| France (SNEP Radio)                     | 2                  |
| France (Digital Songs)                  | 2                  |

### Certifications
| Pays          | Certification | Ventes certifiées |
| ------------- | ------------- | ----------------- |
| France (SNEP) | Diamant       | 50 000 000        |

## Historique de sortie
| Pays   | Date         | Format                                | Label           |
| ------ | ------------ | ------------------------------------- | --------------- |
| France | 9 avril 2021 | Téléchargement, streaming, Clip vidéo | Romance Musique |